# Szemerédi Bernadett
Szemerédi Bernadett (Zenta, 1988. július 8. –) magyar színésznő.

## Életpályája
1988-ban született a vajdasági Zentán, Hódegyházán nőtt fel. 2007-ben érettségizett a szegedi Tömörkény István Gimnázium és Művészeti Szakközépiskolában. 2009-2012 között a Pesti Magyar Színiakadémia tanulója volt. 2013-2020 között az Udvari Kamaraszínház tagja volt. Mellette játszott a Kazán István Kamaraszínházban, a Rock és Musical Színházban, a szarvasi Cervinus Teátrumban, a Madách Színházban is. 2020-2023 között a Színház- és Filmművészeti Egyetem hallgatója. 2020-tól a Déryné Program társulatának tagja.

## Színházi szerepei
- Babits Mihály Színház - Balassi Bálint: Szép magyar komédia (Júlia); 2022. október 27.; rendező: Kaj Ádám;
- Cervinus Teátrum - Varga-Gulyás-Belinszki: Csodaszarvas (Ara); 2022. április 25. (Gyula); rendező: Varga Viktor;
- Déryné Társulat - Sütő András: Balkáni gerle (Erzsók); bemutató: 2022. március 27.; rendező: Berettyán Nándor;
- Déryné Társulat – Weöres-Melis: Holdbeli csónakos (Pávaszem); bemutató: 2021. december 10.; rendező: Pataki András;
- Déryné Társulat – Weöres-Kaj: Psyché és Nárcisz (monodráma); bemutató: 2021. szeptember 8.; rendező: Kaj Ádám;
- Déryné Társulat – Tóth Ede: A falu rossza (Finum Rózsi); bemutató: 2021. július 3.; rendező: Mészáros Tibor;
- Déryné Társulat – Karinthy Ferenc: Gellérthegyi álmok (Lány); bemutató: 2021. február 20.;  rendező: Janka Barnabás;
- Déryné Társulat – Herczeg Ferenc: Déryné ifjasszony (Gróf Szepessy Teodorné); bemutató: 2020. szeptember 18; rendező: Vidnyánszky Attila;
- Déryné Társulat – Petőfi Sándor: János vitéz (Mesélő, Kutyafejű Tatár, Francia Lány, Gazdasszony); bemutató: 2020. augusztus 10.; rendező: Berettyán Nándor;
- Cervinus Teátrum: Maugham-Nádas-Szenes: Imádok férjhez menni (Victoria); bemutató: 2019. november 29-30.; rendező: Dósa Zsuzsa;
- Madách Színház – Walsh-Hansard-Irglová: Once/Egyszer (Reza); bemutató: 2019. szeptember 20-21.; rendező: Szirtes Tamás;
- Cervinus Teátrum – Tennessee Williams: Macska a forró bádogtetőn (Margaret); bemutató: 2019. február 9.; rendező: Dósa Zsuzsa;
- GlobART Társulat – Shakespeare: Szentivánéji álom (Heléna); bemutató: 2018. december 2.; rendező: Somogyi Anna;
- Cervinus Teátrum – Somogyi-Zágon-Eisemann: Fekete Péter (Claire); bemutató: 2018. november 18.; rendező: Varga Viktor;
- Cervinus Teátrum – Molnár Ferenc: Az ibolya (Ilonka); bemutató: 2018. szeptember 30.; rendező: Korcsmáros György;
- Cervinus Teátrum – Schiller-Gulyás-Belinszki: Ármány és szerelem (Lujza); beugrás: 2018. július 15.; rendező: Varga Viktor;
- Cervinus Teátrum - Varga-Gulyás-Belinszki: Csodaszarvas (Emese); beugrás: 2018. június 30. (Gödöllő); rendező: Varga Viktor;
- GlobART Társulat – Szophoklész: Oidipusz király (Iokaszté); bemutató: 2017. december 8.; Újpest Színház; rendező: Somogyi Anna;
- Cervinus Teátrum: Fenyő-Novai-Korcsmáros-Böhm: Hotel Menthol (Klipsz); bemutató: 2017. november 24-25.; rendező: Varga Viktor;
- Cervinus Terátrum: Szigorúan tilos! (Anna); bemutató: 2017. szeptember 30. (Szarvas); rendező: Varga Viktor;
- Szín-Dó Art Társulás: Mindhalálig 1917 – zenés színmű Gyóni Gézáról (Hajnal, Ella); bemutató: 2017. szeptember 15.; Dabas-Sári Zarándokház; rendező: Dóczy Péter;
- GlobART Társulat - Örkény István: Pisti a vérzivatarban (Pisti 2; Mama); bemutató: 2017. április 7.; Fészek Művészklub; rendező: Somogyi Anna;
- Cervinus Teátrum: Valahol Európában (Suhanc/Éva); bemutató: 2016. november 18-19. (Szarvas); rendező: Varga Viktor;
- Udvari Kamaraszínház: Fehér Szarvas (Irma); ősbemutató: 2016. március 31., Duna Palota (Budapest); rendező: Andrási Attila;
- GlobART Társulat: Vörösmarty Mihály: Csongor és Tünde (Ilma); bemutató: 2016. január 13., Bakelit Multi Art Center (Budapest); rendező: Somogyi Anna;
- Cervinus Teátrum: Marton-Huszka: Lili bárónő (Clarisse); bemutató: 2015. október 9-10.; rendező: Varga Viktor;
- GlobART Társulat: Pivarnyik Anikó: Ajtók; ősbemutató: 2015. június 15., Bakelit Multi Art Center (Budapest); rendező: Somogyi Anna;
- Szabadkai Népszínház Magyar Társulat: Arthur Miller: Az ügynök halála (Nő); bemutató: 2014. november 7.; rendező: Andrási Attila;
- Szín-Dó Art Társulás: Sík Sándor: A százgyökerű szív (Lélek); ősbemutató: 2014. szeptember 20., Szent István Bazilika (Budapest); rendező: Dóczy Péter;
- Magyar Kanizsai Udvari Kamaraszínház: Daday Loránd - Andrási Attila: Kié ez az ország  (Klára, Doina); ősbemutató: 2014. január 24., Budapest; rendező: Andrási Attila;
- RockSzínház: Kemény-Baróthy-Kocsák-Miklós: Kiálts a szeretetért! (Drana, Stephanie nővér, Diana hercegnő); bemutató: 2013. július 6., Budapest; rendező: Miklós Tibor (†);
- Magyar Kanizsai Udvari Kamaraszínház – Siposhegyi Péter: Halottak napjától virágvasárnapig (Mária); bemutató: 2013. február 14., Szabadka; rendező: Andrási Attila;
- Pesti Magyar Színház: Tom Sawyer és Huckleberry Finn kalandjai (Sarah  és Judith); ősbemutató: 2012. április 20-21.; rendező: Miklós Tibor (†);